# Milton H. Greene

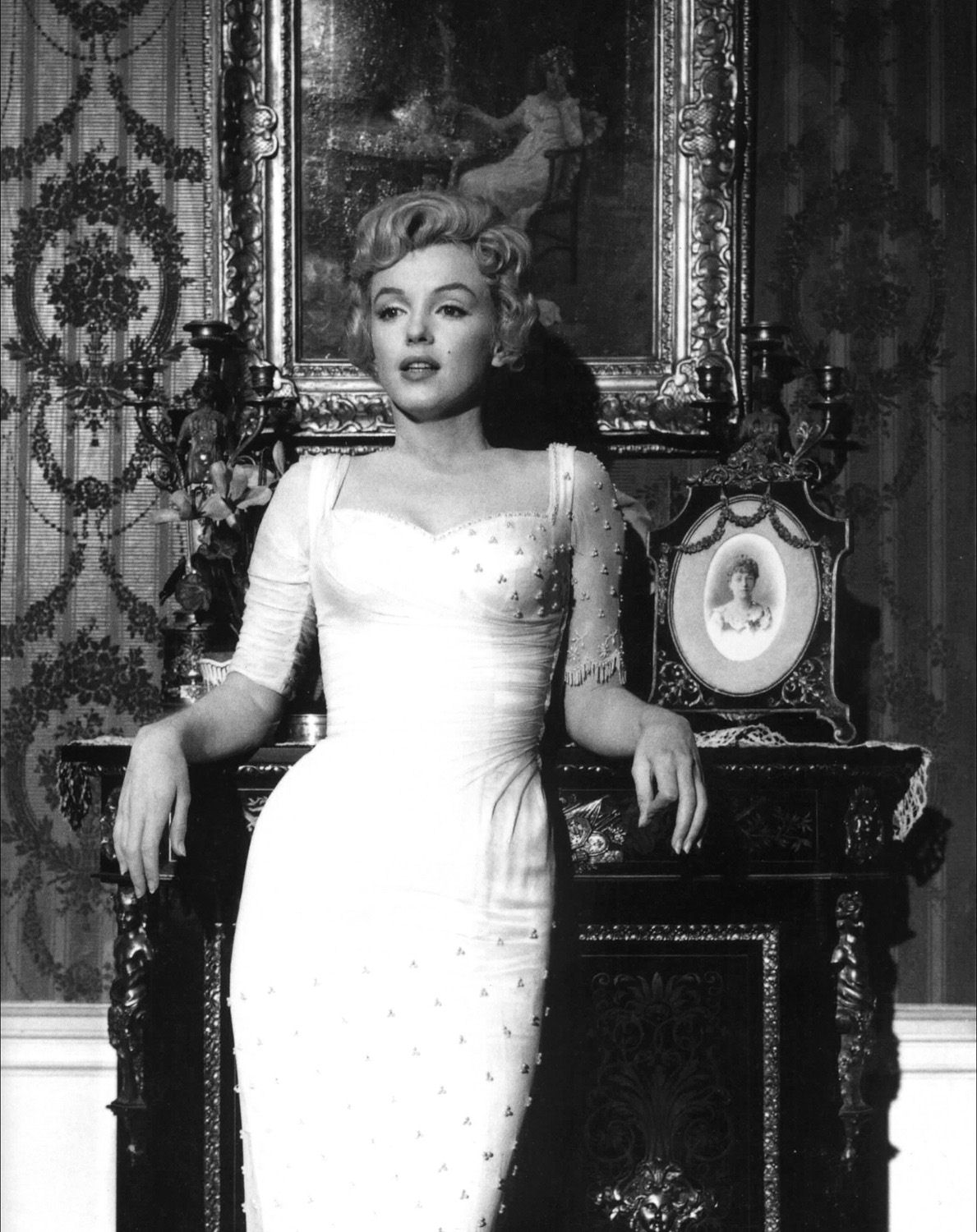
Marilyn Monroe retratada por Greene para promocionar la película El príncipe y la corista de 1957.

Milton H. Greene (Nueva York; 14 de marzo de 1922 - Los Ángeles, California; 8 de agosto de 1985) fue un fotógrafo de moda y celebridades estadounidense que se mantuvo activo por más de cuatro décadas, alcanzando notoriedad por sus retratos de la actriz Marilyn Monroe.

## Biografía
Comenzó a tomar fotos a los catorce años. Aunque recibió una beca para asistir al renombrado Pratt Institute, su interés por la imagen fotográfica desvió su atención hacia la cámara y su versatilidad. Al poco tiempo se convirtió en aprendiz del fotoperiodista Eliot Elisofon. Su estima por la moda lo llevó a ser asistente de Louise Dahl-Wolfe, la connotada fotógrafa conocida por sus portadas y editoriales de moda publicadas por la revista Harper's Bazaar.
La mayor parte del trabajo de Greene durante los años 1950 y 60 apareció en publicaciones a nivel nacional en Estados Unidos, como Life, Look, Harper's Bazaar, Town & Country y Vogue.
Al comienzo de su carrera, Greene se destacó por sus fotografías de alta costura, pero posteriormente fue reconocido por sus retratos de artistas, músicos, actores y celebridades. Su destreza como director le permitió capturar las características que personificaban al modelo, mientras convertía su visión en arte fotográfico. Él quería capturar la belleza de la gente, la cual, según él, estaba en sus corazones. Al mismo tiempo, deseaba mostrar a las personas de una manera natural y elegante. Su habilidad era crear un vínculo con el modelo, el cual finalmente se dejaba ver.

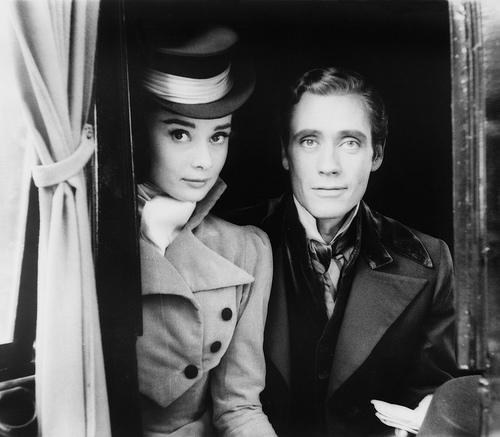
Audrey Hepburn y Mel Ferrer fotografiados por Greene para la revista Look en 1955.

Entre los personajes que posaron para Greene se encuentran Frank Sinatra, Grace Kelly, Marlene Dietrich, Sammy Davis, Jr., Elizabeth Taylor, Cary Grant, Sophia Loren, Groucho Marx, Audrey Hepburn, Andy Warhol, Judy Garland, Giacometti, Lauren Hutton, Alfred Hitchcock, Romy Schneider, Laurence Olivier, Ava Gardner, Steve McQueen, Claudia Cardinale, Paul Newman, Lauren Bacall, Dizzy Gillespie, Catherine Deneuve y Norman Mailer. Pero su relación amistosa con Marilyn Monroe y los retratos que creó de ella son por lo que Greene es más recordado.
Su primer encuentro con Monroe fue por encargo de la revista Look. Rápidamente se hicieron amigos y formaron una compañía productora, de la cual surgieron las películas Bus Stop y El príncipe y la corista. Antes de casarse con Arthur Miller, Monroe vivió con Greene y su familia en su granja de Connecticut. Fue ahí donde él capturó algunas de las más famosas fotografías de Monroe. Durante sus cuatro años juntos, Greene retrató a Monroe en cincuenta y dos sesiones fotográficas, incluyendo la célebre serie de imágenes Black Sitting. Monroe le encomendó a Greene confeccionar su autobiografía, llamada My Story. Posteriormente, él colaboró con Norman Mailer en una autobiografía ficticia de Monroe, titulada Of Women and Their Elegance.
Sus fotografías le valieron a Greene varios honores, medallas y premios, entre ellos, uno de parte del American Institute of Graphic Arts y otros del Art Director’s Club de Nueva York, Chicago, Los Ángeles, Filadelfia, San Francisco y Detroit. Uno de los últimos premios que recibió del Art Director’s Club de Nueva York fue por su trabajo en Harper's Bazaar.